# 尾崎優子
尾﨑 優子（おざき ゆうこ、1994年（平成6年）3月29日 - ）は、日本のモデル、女優。shrew所属。長崎県大村市出身。

## 出演
ドラマ
- 人は見た目が100パーセント 第1話（2017年、フジテレビ）

舞台
- 若様組まいる〜若様とロマン〜（2018年、三越劇場）
- ONE PIECE LIVE ATTRACTION "3" 『PHANTOM』（2017年 - 2018年、東京ワンピースタワー）ナミ 役

CM
- マクドナルドバリューランチ「バリューラン」篇（2018年）
- クルマ買取・販売 ラビット 「ラビットの秘密」篇 （2021年1月）メイプル超合金安藤なつが激ヤセした役
- QVCジャパン地上波CM（2022年6月）
- 建設システム（2024年）